# Major Indoor Soccer League III
|  | No s'ha de confondre amb Major Indoor Soccer League I o Major Indoor Soccer League II. |

La Major Indoor Soccer League (MISL), coneguda inicialment com a National Indoor Soccer League (NISL), fou una competició futbolística professional indoor disputada per clubs dels Estats Units i Mèxic que estigué activa entre 2008 i 2014. Fou la tercera lliga amb aquest nom.
Inicialment hi van prendre part clubs de la Major Indoor Soccer League II i un de l'American Indoor Soccer League. El 2011 es fusionà amb la USL I-League.

## Historial
Fonts:
| Temporada | Campió            | Sèries | Segon            | Seu                 |
| --------- | ----------------- | ------ | ---------------- | ------------------- |
| 2008-09   | Baltimore Blast   | 1-0    | Rockford Rampage | Baltimore           |
| 2009-10   | Monterrey La Raza | 1-0    | Milwaukee Wave   | Milwaukee           |
| 2010-11   | Milwaukee Wave    | 1-0    | Baltimore Blast  | Baltimore           |
| 2011-12   | Milwaukee Wave    | 2-0    | Baltimore Blast  | Baltimore/Milwaukee |
| 2012-13   | Baltimore Blast   | 2-0    | Missouri Comets  | Missouri/Baltimore  |
| 2013-14   | Missouri Comets   | 2-1    | Baltimore Blast  | Missouri/Baltimore  |